# Fuerzas Armadas de Croacia
Las Fuerzas Armadas de Croacia (en croata: Oružane snage Republike Hrvatske) son la principal organización encargada de la defensa nacional de la República de Croacia, y están facultadas para llevar a cabo diversas misiones en cumplimiento de la constitución y las leyes del país. Compuestas por el Ejército Croata, la Armada Croata y la Fuerza Aérea Croata, las Fuerzas Armadas de Croacia desempeñan un papel crucial en la protección de la integridad territorial y la seguridad nacional. Con una fuerza total de alrededor de 16.796 efectivos, las Fuerzas Armadas croatas continúan modernizándose y adaptándose a los desafíos contemporáneos, para garantizar la defensa del país y contribuir a la estabilidad regional y la seguridad internacional.
División de las Fuerzas Armadas de Croacia:
 Ejército de Tierra Croata (Hrvatska kopnena vojska)
 Fuerza Aérea y Defensa Aérea Croata (Hrvatsko ratno zrakoplovstvo i protuzračna obrana)
 Armada Croata (Hrvatska ratna mornarica)
El número de reservistas es de 100.000, de los cuales 6.000 están en primer estado de alerta. La población masculina entre 16 y 49 años es de 1.035.712, de los cuales 771.323 son técnicamente aptos para el servicio militar.
La población masculina no está sujeta al servicio militar obligatorio desde el 1 de enero de 2008. Sin embargo la última generación del 2007, también fueron separados del servicio obligatorio, a través de un acto del ministro de defensa Berislav Rončević.

## Presupuesto
El presupuesto militar croata para el año 2023 se mantuvo por debajo del 2% del PIB, esto mismo no se puede decir para la década de 1990, cuando los gastos de defensa representaban un gran parte del presupuesto croata. Por ejemplo, en 1995 el presupuesto de defensa croata ascendía a 12.400 millones de kunas croatas o poco más del 12% del PIB, el cual fue el más alto gasto en defensa por parte de Croacia.

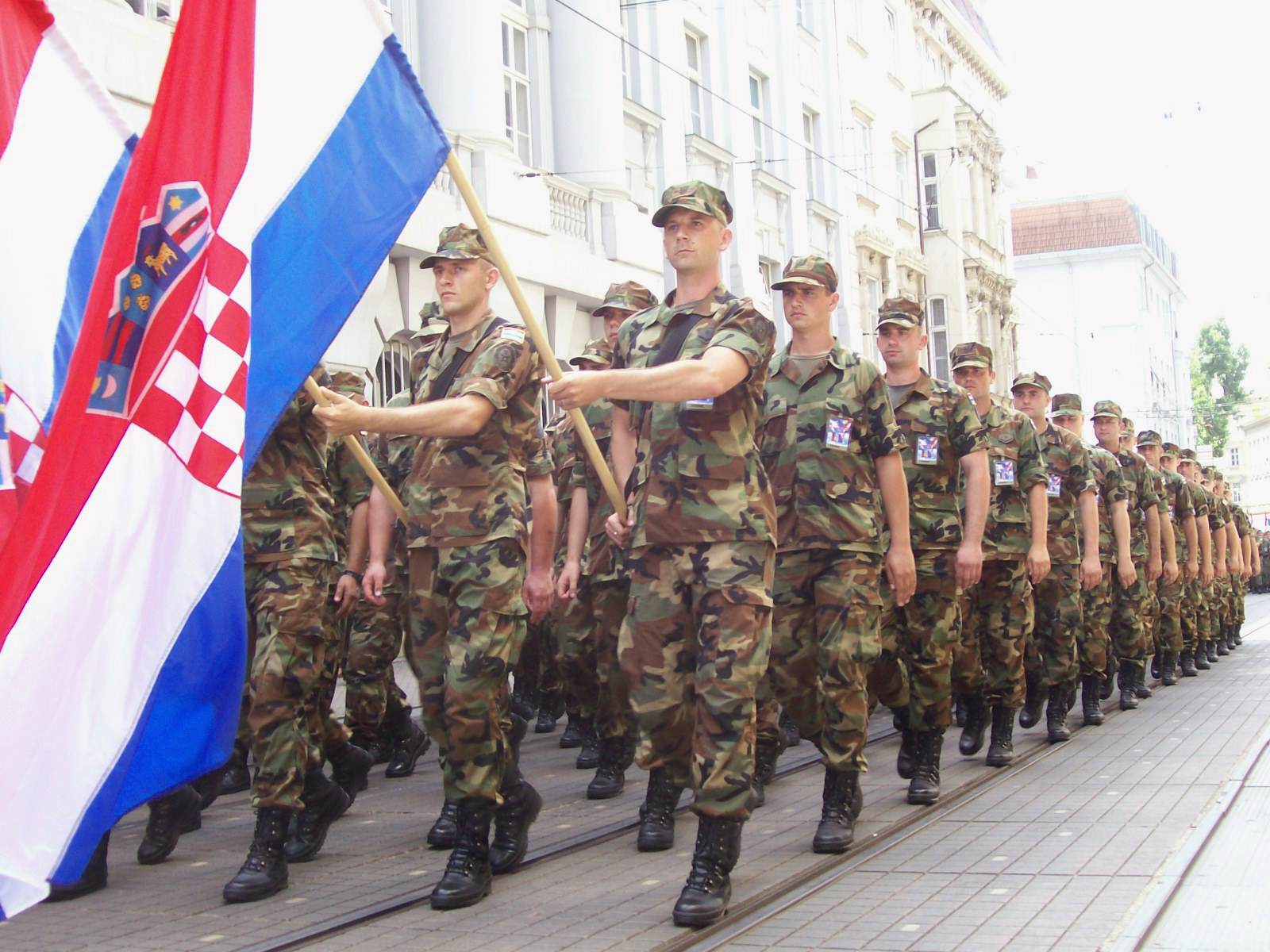
Soldados croatas.

Gastos anuales en defensa a finales de la década del 2000 (Fuente:MOD Croata):
- 2006: 4.200 millones de kunas croatas, 755 millones de USD - 1,67% del PBI)
- 2007: 4.600 millones de kunas croatas, 855 millones de USD - 1,69% del PBI
- 2008: 5.400 millones kunas croatas, 1.140 millones de USD - 1,80% del PBI
- 2009: 5.900 millones de kunas croatas, 1.240 millones de USD - 1,85% del PBI (proyección)
- 2010: 6.600 millones de kunas croatas, 1.370 millones de USD - 2,00% del PBI (proyección)

Fuerza en el 2012
- Ejército croata: 30 000
- Armada Croata: 10 000
- Fuerza Aérea Croata: 7000
- Fuerzas especiales, de soporte y logísticas: 3000
- Total de personal militar activo: 50 000
- Personal civil: 5000
- Reservas: 15 000
- Total Fuerzas Armadas: 70,000

## Comandante

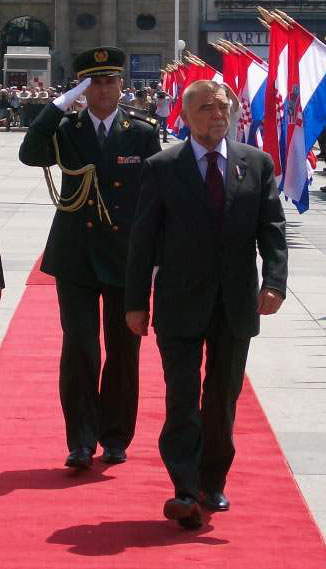
El expresidente de Croacia Stjepan Mesić.

El Comandante en Jefe de todas las Fuerzas Armadas Croatas, tanto durante tiempos de paz, como de guerra, es el Presidente de la República. El Comandante en Jefe prescribe la organización de las Fuerzas Armadas Croatas en la propuesta del Jefe de Estado Mayor, con el consentimiento del Ministro de Defensa.
Las Fuerzas Armadas poseen un componente de tiempos de paz y otro durante la guerra. El componente de paz está compuesto por oficiales militares activos, funcionarios y empleados de las fuerzas armadas, cadetes. El componente de guerra de las Fuerzas Armadas, además de todo lo anterior, se compone de todos los demás reservistas.
El Estado Mayor forma parte del Ministerio de Defensa, el cual se encuentra cargo del comandante general, el cual regula la formación y el uso de las Fuerzas Armadas. También cuenta con un número de unidades bajo su mando directo, entre ellos el Batallón de Operaciones Especiales, el Batallón Guardia de Honor y varios otros.
En la paz, el Comandante en Jefe ejerce su mando a través del ministro de Defensa. En la guerra y en los casos en que el ministro de Defensa no está cumpliendo órdenes, el comandante en jefe ejerce su mando directamente a través del comandante general de Personal.
El Parlamento de Croacia ejerce el control democrático sobre las Fuerzas Armadas mediante la adopción de una estrategia defensiva, contando para esto con el presupuesto y las leyes de defensa.

## Fuerzas especiales y Guardia de Honor

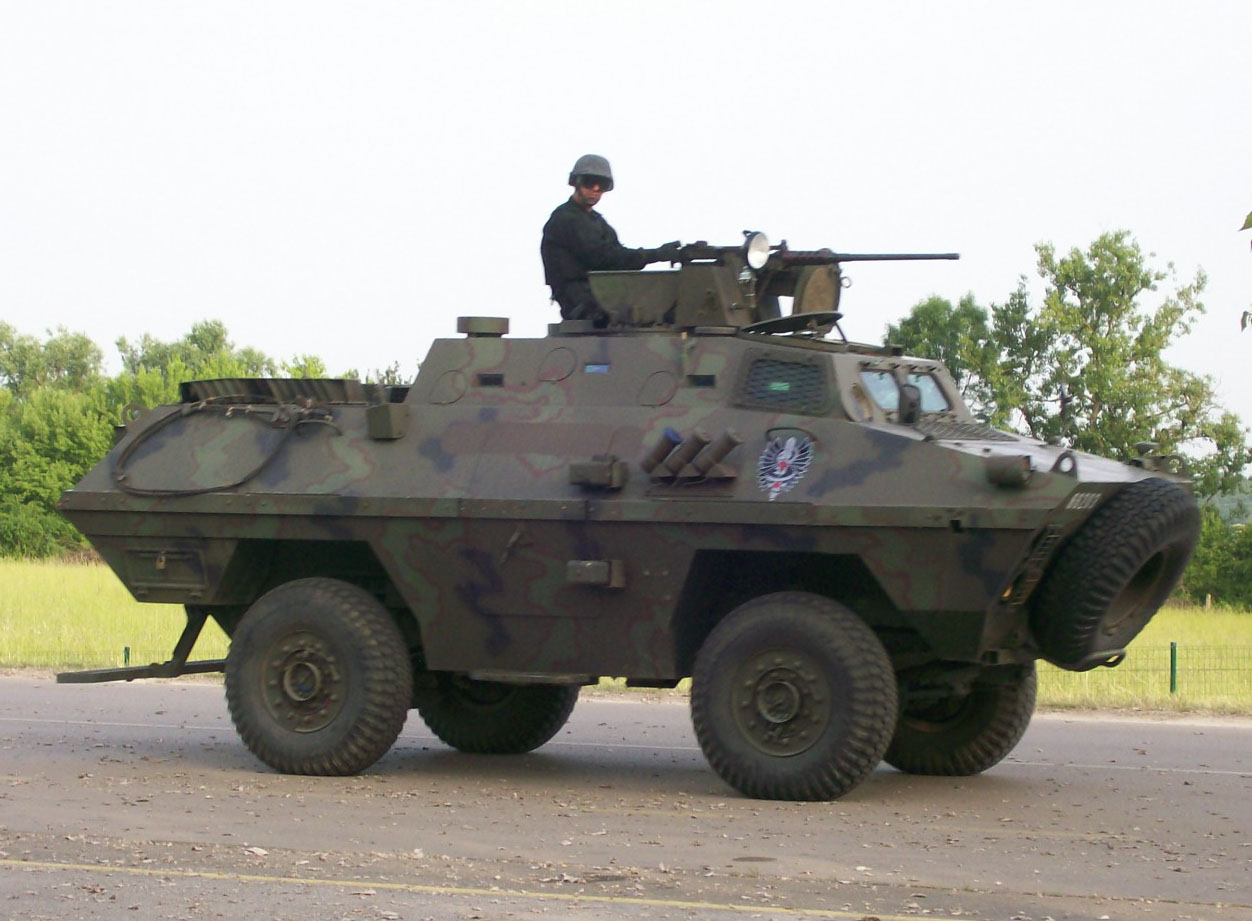
Transporte blindado de personal del Batallón de Operaciones Especiales.

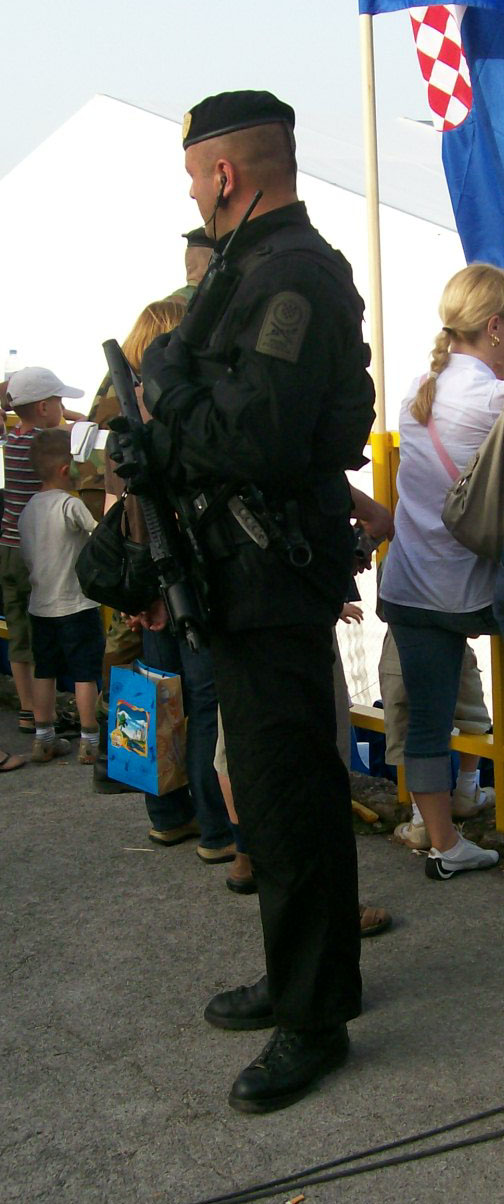
Miembro de la Unidad antiterrorista de la Policía Militar.

El Batallón de Operaciones Especiales (en croata: Bojna za specijalna djelovanja) fue fundado el 8 de septiembre de 2000, con la fusión del grupo especial de combate y parte del personal de la 1.er Brigada de Guardia Croata. El batallón que actualmente posee unos 500 hombres, es una unidad de élite del Ejército Croata, además de ser una de las mejor equipadas y entrenadas de la región.
El Estado Mayor croata ejerce mando directo sobre el batallón que es muy importante a nivel estratégico por su capacidad de reacción rápida. El batallón está formado por miembros de las tres fuerzas armadas.
Esta es una unidad de fuerzas especiales y por lo tanto poco se sabe de su accionar, pero lo que si se conoce es que 2 escuadrones (160-200 hombres), estuvieron desplegados con las fuerzas de la ISAF en Afganistán. Durante el año 2020, todas las fuerzas croatas presentes en territorio afgano comenzaron su repliegue.
Hay tres unidades adicionales que corresponden al comando de fuerzas especiales, el batallón 350 ELINT (con alrededor de 200-250 hombres) y la ATVP, Anti-teroristička jedinica Vojne policije (Compañía antiterrorista de la Policía Militar)  que se encuentra ubicada en Lučko, cerca de Zagreb.
Las unidades que forman parte del Comando de Fuerzas Especiales son las siguientes:
- Batallón de Operaciones Especiales (SOB) o Bojna za Specijalna Djelovanja (BSD) (300 hombres)
- 350 Batallón de Inteligencia Militar o 350 Vojno-obavještajna bojna (200-250 hombres)
- ATVP - Anti-teroristička jedinica Vojne policije o Unidad antiterrorista de la Policía Militar (250 hombres)
- Počasno-zaštitna bojna o Guardia de Honor (300 hombres)

## Proyectos
El gobierno planea modernizar substancialmenete las Fuerzas Armadas a un costo de 4.000 millones de dólares estadounidenses. La modernización se lleva a cabo con el objetivo de que fuerzas armadas puedan enfrentar los desafíos del siglo XXI. Algunos de estos planes de modernización son:

### Ejército
- Adquisición de 126 Patria AMV 8x8 APC Modular / IFV - 850 millones de kunas (120-150 vehículos adicionales podrían ser ordenados a partir de 2012).
- Adquisición de 80 Iveco LMV a un costo de 220 millones de kunas. El Ejército podría comprar más LMV, una vez que se disponga de fondos; las necesidades del Ejército han sido establecidas en 300 LMV.

### Fuerza Aérea
- Adquisición de 10-14 helicópteros de transporte Mi-171Sh y todas las piezas de repuesto y equipo. Los helicópteros estarían equipados con los estándares de la OTAN y con la mayoría de aviónica occidental. Costo del Programa - 380 millones de kunas croata, pagados en forma de la deuda de Rusia a Croacia.
- Adquisición de 8 entrenadores básicos Zlin 242L; el programa se encuentra casi finalizado ya que los primeros 5 aviones fueron entregados a finales de 2007 y los restantes 3 deben ser entregados en 2008. Costo del programa - 22 millones de kunas croatas.

### Armada
- 2 buques de ataque rápido clase Helsinki estarán entrando en servicio en 2008. Estos fueron comprados a Finlandia. Costo del programa 65 millones de kunas croata.
- 9-12 nuevas lanchas patrulleras, construidas localmente, de 35-45 metros de longitud. Costo del programa 500 millones de kunas croatas.

## Cooperación internacional
Debido a que Croacia hace parte de la OTAN, desde abril del 2009, sus fuerzas armadas han participado en muchas operaciones militares con esta organización, así como también ha tenido una activa participación en misiones de paz de la ONU.
| Actual misión                                                                      | Organización    | País                             | Nr. de personal |
| ---------------------------------------------------------------------------------- | --------------- | -------------------------------- | --------------- |
| Grupo de observadores militares de las Naciones Unidas en India y Pakistán UNMOGIP | Naciones Unidas | India y Pakistán                 | 7               |
| Misión de la Unión Europea en Chad EUFOR Tchad/RCA                                 | Unión Europea   | Chad                             | 15              |
| Fuerza Internacional de Asistencia para la Seguridad - ISAF                        | OTAN            | Afganistán                       | 530             |
| Misión de las Naciones Unidas para el referéndum en Sahara Occidental MINURSO      | Naciones Unidas | Sáhara Occidental                | 3               |
| Misión de las Naciones Unidas en Liberia - UNMIL                                   | Naciones Unidas | Liberia                          | 3               |
| Misión de las Naciones Unidas in Etiopía y Eritrea - UNMEE                         | Naciones Unidas | Etiopía y Eritrea                | 7               |
| Misión de las Naciones Unidas en Sierra Leona - UNAMSIL                            | Naciones Unidas | Sierra Leona                     | 10              |
| United Nations Disengagement Observer Force - UNDOF                                | Naciones Unidas | Altos del Golán - Siria e Israel | 95              |
| Operación de las Naciones Unidas en Costa de Marfil UNOCI                          | Naciones Unidas | Costa de Marfil                  | 3               |
| Misión de estabilización de las Naciones Unidas en Haití MINUSTAH                  | Naciones Unidas | Haití                            | 3               |
| Fuerzas de paz de las Naciones Unidas en Chipre UNFICYP                            | Naciones Unidas | Chipre                           | 3               |

| United Nations Observer Mission in GeorgiaUNOMIG                 | Naciones Unidas | Georgia        | 3 |
| Misión de apoyo de las Naciones Unidas en Timor del Este UNMISET | Naciones Unidas | Timor del Este | 3 |

| Ejercicios militares internacionales | País    | Organization | Nr. de personal | Año |      |
| ------------------------------------ | ------- | ------------ | --------------- | --- | ---- |
| Noble Midas 2007                     | Croacia | OTAN         | 9000            |     | 2007 |